# Álvaro González (político)
Álvaro Gustavo González (Provincia de Santa Fe, 12 de octubre de 1958) es un abogado y político argentino. Actualmente es diputado nacional por la Ciudad Autónoma de Buenos Aires. Entre diciembre de 2019 y diciembre de 2020 fue vicepresidente primero de la Cámara de Diputados de la Nación Argentina.

## Biografía
Álvaro González nació en la Provincia de Santa Fe en octubre de 1958. Realizó sus estudios primarios y secundarios en el Colegio La Salle, saliendo como perito mercantil. Luego ingresó a la Facultad de Ciencias Jurídicas y Sociales de la Universidad Nacional del Litoral en donde se recibiría de abogado en el año 1984.
En el mismo año de su egreso empieza a trabajar en la cámara de senadores de la Provincia de Santa Fe. Entre 1984 y 1987 sería el asesor del ministerio de obras públicas, de salud y ambiente y de gobernación de la provincia antes mencionada.
Entre 1987 y 1989 es el asesor personal del gobernador Víctor Reviglio. Luego en 1989 pasó a ser Subsecretario de la función pública y coordinación de servicios, cargo que mantendría hasta 1991. Luego asesoría a la Cámara de Diputados de la Provincia de Santa Fe y al Ministerio de Justicia de la Nación.
Entre fines de los noventa y comienzos del dos mil se desempeñó como consultor en distintos lugares.
En 2003 ingresa a la Legislatura de la Ciudad Autónoma de Buenos Aires como legislador del bloque Juntos por Buenos Aires. Durante esos cuatro años sería el presidente de la  Comisión de Planeamiento Urbano. Cuatro años más tarde renovaría su mandato dentro de las filas del PRO. En este segundo periodo sería el Presidente de la Comisión de Presupuesto, Hacienda, Administración Financiera y Política Tributaria y vicepresidente de la comisión que antes presidió.
En el año 2011 el jefe de gobierno Mauricio Macri lo nombra subsecretario de asuntos públicos, cartera dependiente de la jefatura de gabinete de ministros del gobierno de la Ciudad Autónoma de Buenos Aires que era manejada entonces por Horacio Rodríguez Larreta. Se mantendría en el cargo durante todo el segundo mandato del ingeniero hijo de Franco Macri.
En el año 2015 es elegido como diputado nacional en representación de la Ciudad Autónoma de Buenos Aires. Integra las comisiones de Presupuesto y Hacienda; Relaciones Internacionales  y Culto; Energía y Combustibles; Defensa del Consumidor y de la Competencia; Obras Públicas. En el año 2019 es reelegido por otro mandato y entre diciembre de 2019 y diciembre de 2020 se desempeñó como Vicepresidente primero de la Cámara de Diputados de la Nación Argentina, secundando a Sergio Massa. Luego, en diciembre de 2020 sería reemplazado por Omar De Marchi.
En la última sesión de 2021, en la cual se debatía el aumento del impuesto a los Bienes Personales, el diputado estuvo ausente, ya que se fue de viaje a Europa, siendo su ausencia fundamental para que la oposición lograra que no se habilitara la sesión.